# Rio Ghilăuca (Ibăneasa)
O Rio Ghilăuca é um rio da Romênia, afluente do Ibăneasa, localizado no distrito de Botoşani.